# United Football Club
Maillots
United Football Club (arabe : نادي يونايتد لكرة القدم   لكرة القدم), communément appelé Dubai United, est un club de football professionnel émirati fondé en septembre 2022 à Dubaï. Le club joue actuellement deuxième division après avoir été promus lors de la troisième division 2022-2023.

## Repères historiques

### Fondation
Le club a été fondé en septembre 2022. Il a commencé son parcours en troisième division des Émirats arabes unis.

### Saison 2022/2023
United FC a œuvrer pour accéder à la deuxième division des Émirats arabes unis. Le club a recruté de nouveaux joueurs et entraîneurs, qui ont innové en matière de tactique. La direction s'est fixé des objectifs ambitieux et le club a commencé à afficher d'excellents résultats.
United FC était l'un des favoris pour la promotion. Cependant, la fin de saison a été assez mouvementée. Trois clubs : Gulf United FC, Fleetwood United FC et United FC ont pu accéder en deuxième division des Émirats arabes unis la saison suivante. Les deux derniers matchs ont été décisifs pour United FC, où le club a battu Fleetwood United FC et Al-Hilal United FC.
Le United FC a terminé la saison à la 2e place du championnat. Le club a débuté et terminé la seconde moitié de saison sans perdre le moindre match.

### International Summer Camp
Après sa promotion en deuxième division, United FC a disputé plusieurs matchs amicaux contre des clubs de la Pro League. L'équipe a montré tout son talent face au champion Shabab Al Ahli Club, club le plus titré, Al Ain FC, et au vainqueur de la Coupe 2023, le Sharjah FC.
En juin 2023, le club s'est rendu en Moldavie pour son stage dans la base du FC Sheriff Tiraspol. United FC a disputé des matchs amicaux contre des équipes professionnelles moldaves, telles que Milsami Orhei, FC Petrocub Hîncești, CSF Bălți, FC Florești, l'équipe nationale des -19 ans , FC Saxan et FC Dinamo-Auto Tiraspol.
Après le stage, l'équipe est retournée à Dubaï et a poursuivi sa préparation pour la deuxième division. Le club a disputé un match amical contre leTurkménistan en octobre 2023. Début janvier 2024, United FC a disputé un autre match amical contre le Riga FC.

#### Saison 2025-2026
Le 25 juillet 2025, le club officialise la signature de Pirlo en tant qu’entraîneur principal,.

## Sponsors
À l'été 2023, United FC a signé un accord de partenariat avec l'ISD. Le stade ISD accueille le United FC, situé à Dubai Sports City.
Les légendes du football, Marco Materazzi et Luca Antonini, ont également assisté au premier match à domicile de la saison 2023-2024.
United FC a également signé des parrainages et des partenariats avec LF Group et Fix Price Group. 

## Palmarès
- UAE Second Division League
  - Promotion (2) : 2022–2023